# 마음작용 (성유식론)
이 문서는 대승불교의 유식유가행파와 법상종의 주요 논서인 《성유식론》에서 설명하고 있는 마음작용 즉 심소법(心所法)에 대해 다룬다. 마음작용에 대한 전체적 · 일반적 내용은 '마음작용 문서'에서 다루고 있다.
《성유식론》은 인도 불교의 유식학의 총 3기 가운데 제3기를 이루는 유식학 논사들인 유식 10대 논사의 세친(世親: 316~396)의 《유식삼십송》에 대한 주석들을 현장(玄奘: 602~664)이 호법(護法: 530~600)의 학설을 위주로 하여 번역 · 편찬한 것으로, 법상종은 《성유식론》을 소의논서로 하여 세워진 종파이다.
《성유식론》에서는 마음작용[心所]이란 마음[心]을 발동근거로 하여 일어나고, 마음과 상응하며, 마음에 계속(繫屬)된 모든 법(法)을 통칭하는 것이라고 정의하고 있다. 그리고 마음과 마음작용의 성질 · 작용 또는 기능상의 차이점에 대해서는, 마음은 인식대상의 총상(總相: 전체적인 모습)을 취하고 마음작용은 인식대상의 총상과 더불어 그것의 별상(別相: 구체적인 모습)을 취한다고 설명하고 있다. 말하자면, 《성유식론》의 비유에 따르면, 마음과 마음작용의 관계는 화가와 그 제자들이 그림을 그릴 때 스승인 화가가 전체적인 윤곽을 그리고 제자들이 각자 맡은 부분을 채색하는 것과 같다.
《성유식론》에서는 마음작용에 속한 법들로 촉(觸) · 작의(作意)에서 심(尋) · 사(伺)에 이르기까지 총 51가지 법을 들고 있으며, 이들 51가지 법들을 변행심소(遍行心所: 5가지) · 별경심소(別境心所: 5가지) · 선심소(善心所: 11가지) · 번뇌심소(煩惱心所: 6가지) · 수번뇌심소(隨煩惱心所: 20가지) · 부정심소(不定心所: 4가지)의 6위(六位) 즉 여섯 그룹으로 나누고 있다. 그리고 이들 가운데 수번뇌심소(隨煩惱心所: 20가지)는 다시 소수번뇌심소(小隨煩惱心所: 10가지) · 중수번뇌심소(中隨煩惱心所: 2가지) · 대수번뇌심소(大隨煩惱心所: 8가지)의 3그룹으로 세분된다.

## 개별 법의 설명 (51가지)

### 변행심소(遍行心所: 5가지)
변행심소(遍行心所)는 8식 모두에 언제나 상응해서 함께 작용하는 보편적인 마음작용을 말한다. 《성유식론》 제3권에 따르면, 변행심소로는 촉(觸) · 작의(作意) · 수(受) · 상(想) · 사(思)의 5가지가 있다.

#### (1) 촉(觸)
촉(觸, 접촉, 3사화합 · 분별 · 변이,
산스크리트어: sparśa,
팔리어: phassa,
영어: contact)은 3화분별변이(三和分別變異)를 말하는데, 촉경(觸境) 즉 마음과 마음작용으로 하여금 대상[境]과 접촉하게 하는 것을 본질적 성질[性]로 하는 마음작용이다.
촉(觸)의 본질적 작용[業]은 수(受) · 상(想) · 사(思) 등의 마음작용의 소의가 되는 것이다.
'3화분별변이(三和分別變異)'에서 3화(三和)는 근(根) · 경(境) · 식(識)의 3가지가 서로 수순(隨順)하는 것을 말한다. 즉, 감각기관[所依根] · 식[能緣識] · 인식대상[所緣境]의 3가지가 화합하는 것을 말한다.
'3화분별변이(三和分別變異)'에서 변이(變異)는 근 · 경 · 식의 3사(三事)가 화합하고 있는 상태에서는 이들 3사의 각각이 모두 마음작용을 생겨나게 하는 공능(功能: 작용)을 가지는데, 이들이 가진 이러한 공능 즉 작용에 의거하여 3사화합의 상태로부터 어떤 마음작용이 생겨나는 것을 변이(變異)라고 한다.
'3화분별변이(三和分別變異)'에서 분별(分別)은 일반적인 '사유분별'에서의 분별과는 다른 의미로 상사(相似: 유사함)의 의미인데, 3사화합(三事和合)의 상태와 유사한 모습의 어떤 마음작용을 가리키거나 또는 그러한 마음작용이 일어나는 것을 가리킨다. 한편, 3사화합(三事和合)의 상태와 유사한 모습을 가진 마음작용이란 여러 마음작용들 가운데 촉(觸)이 유일하다.
따라서 '3화분별변이(三和分別變異)'는 3사화합의 상태와 '유사한 모습[分別]'의 마음작용으로서 3사의 마음작용을 일으키는 공능에 의해 생겨나는[變異] 어떤 마음작용을 말한다. 즉, 촉(觸)을 말한다. 그리고 이러한 뜻에서, 아주 엄밀히 그 뜻을 규명하는 경우가 아닌한 일반적인 용법에서는 촉(觸)과 3사화합을 사실상 동의어로 취급한다.
한편, 《집론》과 《잡집론》에서는 촉(觸)을 3화합(三和合)에 의지하여 모든 근(根)이 변이(變異) · 분별(分別)하는 것을 본질적 성질[體]로 하고, 수(受)의 마음작용의 소의가 되는 것을 본질적 작용[業]으로 하는 마음작용이라고 정의하고 있는데, 《성유식론》의 설명에 따르면, 근(根)의 변이(變異)의 힘이 촉(觸)을 이끌어 일어나게 할 때에, 근(根)의 공능이 경(境) · 식(識)보다 뛰어나다. 이러한 이유로 《집론》과 《잡집론》에서는 근(根)의 변이(變異) · 분별(分別)만을 말한 것일 뿐으로, 《성유식론》의 견해와 어긋나는 것이 아니다.
또한, 《집론》과 《잡집론》에서는 촉(觸)이 수(受)의 마음작용의 소의가 된다고만 말하고 있는데, 이것은 촉(觸)이 수(受)를 생겨나게 하는 데 가깝고 뛰어나기 때문이다. 즉, 촉(觸)의 인식대상[所取]에 대해 가의(可意) · 불가의(不可意) · 구상위(俱相違)의 모습[相]을 이끌어내고 수(受)는 인식대상에 대해 순익(順益) · 손해(損害) · 구상위(俱相違)의 모습[相]을 이끌어내는데 그 모습이 서로 아주 가깝고, 이끌어 내는 것이 뛰어나기 때문이다. 따라서, 《집론》과 《잡집론》에서 말하는 수(受)는 '수 · 상 · 사 등'의 마음작용들을 뜻한다.

#### (2) 작의(作意)
작의(作意, 마음을 일으킴, 기억을 일으킴, 주의, 유의, 발동과 유지,
산스크리트어: manasikara,
팔리어: manasikara,
영어: attention,
act of attention,
ego-centric demanding)는 능경심(能警心) 즉 능히 마음을 경각(警覺)시키는 것을 본질적 성질[性]로 하는 마음작용이다.
작의(作意)의 본질적 작용[業]은 인심(引心) 즉 소연경(所緣境: 인식대상) 쪽으로 마음을 이끄는 것이다.
'작의(作意)'라고 이름하는 이유는 일으켜야 하는 마음의 종자를 경각시키고 이끌어서[引] 대상[境]으로 향하게[趣] 만들기 때문이다. 한편, 작의(作意)는 마음작용도 능히 이끌어 일으키는데[引起], 마음와 마음작용의 관계에서 마음이 주체이기 때문에 그 본질적 작용을 진술함에 있어 다만 '마음을 이끈다[引心]'고 말한다.
한편, 《성유식론》에 따르면,  작의(作意)가 마음을 다른 대상으로 돌려서 향하게 한다[令心迴趣異境]는 《순정리론》의 견해가 있는데, 이 견해는 작의(作意)가 변행심소라는 것에 어긋나기 때문에 합당하지 않은 견해이다. 또한 작의(作意)가 하나의 대상에 대해 마음을 지속시켜 머물게 한다[一境持心令住]는 《잡집론》의 견해가 있는데, 이 견해는 작의(作意)와  정(定) 간에 차이가 없는 것이므로 합당하지 않은 견해이다.

#### (3) 수(受)
수(受, 감수작용, 지각, 느낌, 과보의 영납,
산스크리트어: vedanā,
팔리어: vedanā,
영어: feeling,
sensation)는 영납(領納) 즉 순경상(順境相) · 위경상(違境相) · 구비경상(俱非境相)을 받아들이는 것을 본질적 성질[性]로 하는 마음작용이다. 즉, 수순함 · 거슬림 · 수순도 거슬림도 아닌[俱非] 대상의 모습을 받아들이는 마음작용이다.
수(受)의 본질적 작용[業]은 애(愛)의 마음작용을 일으키는 것이다. 이것은 수(受)의 마음작용이 능히 합욕(合欲) · 이욕(離欲) · 비합비리욕(非合非離欲)을 일으키기 때문이다. 즉 3수 가운데 낙수(樂受)의 경우, 아직 득하지 않은 낙(樂)에는 합하기를 바라고[合欲], 이미 득한 낙(樂)에는 떠나지 않기를 바란다[合欲]. 고수(苦受)의 경우, 아직 득하지 않은 고(苦)에는 합하지 않기를 바라고[離欲], 이미 득한 고(苦)에는 떠나기를 바란다[離欲].

#### (4) 상(想)
상(想, 표상작용, 취상(取像), 취상(取相), 구료상(搆了相),
산스크리트어: saṃjñā,
팔리어: saññā,
영어: perception, cognition,
conceptualization, distinguishing,
idea)은 취상(取像) 즉 대상에 대해 형상을 취하는 것을  본질적 성질[性]로 하는 마음작용이다.
상(想)의 본질적 작용[業]은 갖가지 명언(名言: 명칭과 단어)을 시설하는 것이다.
상(想)의 마음작용은 대상의 분제상(分齊相) 즉 차별상(差別相) 즉 대상의 자상(自相)과 공상(共相)을 안립(安立)하여 이에 따라 능히 갖가지 명언(名言: 명칭과 단어)을 일으킨다.

#### (5) 사(思)
사(思, 의사, 의지, 추진, 조작(造作), 짓고 만듦,
산스크리트어: cetanā,
팔리어: cetanā,
영어: volition,
directionality of mind, attraction,
urge)는 심조작(心造作) 즉 마음으로 하여금 짓고 만들게 하는 것을 본질적 성질[性]로 하는 마음작용이다.
사(思)의 본질적 작용[業]은 역심(役心) 즉 선품(善品) 등에 대해서 마음을 작용하게 하는 것이다.
사(思)의 마음작용은 능히 대상[境]의 정인(正因: 바른 원인) · 사인(邪因: 그릇된 원인) · 구상위인(俱相違因: 바르지도 그릇되지도 않은 원인)의 양상[相]을 취하여 자신의 마음을 작용시켜서 선품(善品) 등을 짓게 만든다. 정인은 선업을, 사인은 악업을, 구상위인은 무기업을 일으키는 소의가 된다.
《성유식론》에 따르면, 아뢰야식은 무시이래(無始以來)로부터 전의(轉依)를 증득하기 이전까지의 모든 지위[位]에서 항상 촉(觸) · 작의(作意) · 수(受) · 상(想) · 사(思)의 5가지 마음작용과 상응(相應)하는데, 이들은 '두루 작용하는 마음작용[遍行心所]'이기 때문이다.
《성유식론》에 따르면,
이 5가지 마음작용은 이숙식 즉 아뢰야식과는 그 행상(行相) 즉 인식작용 즉 견분(見分)이 다르다. 하지만 작용하는 때[時]가 동일하고[同], 의지처 즉 소의근[依]도 동일하며[同], 소연(所緣) 즉 인식대상 즉 상분(相分)은 비슷하고[等], 자체[事] 즉 자체분(自體分) 즉 자증분(自證分)도 비슷하다[等]. 이것을 전통적인 용어로 각각 시동(時同) · 의동(依同) · 소연등(所緣等) · 사등(事等)이라고 하며, 이들 4가지를 통칭하여 4의평등(四義平等)이라 한다. 그리고 어떤 2가지 법이 4의평등을 만족할 때 그 두 법을 상응(相應)한다고 말한다. 한편, 유식학에서는 마음과 마음작용의 행상(行相) 즉 인식작용 즉 견분이 다르다고 주장하는 데 반하여, 부파불교에서는 그것이 비슷하다고 본다. 이러한 이유로 4의평등에 행상등(行相等)을 추가한 5의평등(五義平等)을 말하며, 따라서 부파불교의 교학에서는 어떤 2가지 법이 5의평등을 만족할 때 그 두 법을 상응(相應)한다고 말한다.
《성유식론》에 따르면, 아뢰야식은 변행심소에 속한 촉(觸) · 작의(作意) · 수(受) · 상(想) · 사(思)의 5가지 마음작용들과 상응할 뿐, 나머지 다른 마음작용들과는 상응하지 않는다. 즉, 별경심소(別境心所) · 선심소(善心所) · 번뇌심소(煩惱心所) · 수번뇌심소(隨煩惱心所) · 부정심소(不定心所)의 그 어느 마음작용과도 상응하지 않는다. 즉, 이들 마음작용과는 4의평등이 성립되지 않는다.

### 별경심소(別境心所: 5가지)
별경심소(別境心所)는 특정한 사(事) 즉 특정한 '인식대상 또는 경계[事]'에 대해서만 작용하는 마음작용을 말한다. 《성유식론》 제5권에 따르면, 변행심소로는 욕(欲) · 승해(勝解) · 염(念) · 정(定) · 혜(慧)의 5가지가 있다.

#### (6) 욕(欲)
욕(欲, 희망, 욕구, 희망의 인발,
산스크리트어: chanda,
팔리어: chanda,
영어: intention, interest,
desire to act,
desire for action, aspiration)은 소락경(所樂境) 즉 좋아하게 된 것을 희망(希望)하는 것을 본질적 성질[性]로 하는 마음작용이다.
욕(欲)의 본질적 작용[業]은 선심소에 속한 근(勤)의 마음작용의 소의 즉 발동근거가 되는 것이다.

#### (7) 승해(勝解)
승해(勝解, 확실한 이해, 뛰어난 이해, 인가와 유지[印持],
산스크리트어: adhimokṣa,
adhimoksha,
adhimukti,
팔리어: adhimokkha,
영어: interest,
intensified interest,
decision,
firm conviction,
resolution,
approval)는 결정경(決定境) 즉 결정된 대상 또는 결정하여야 할 대상을 인지(印持)하는 것을 본질적 성질[性]로 하는 마음작용이다.
승해(勝解)의 본질적 작용[業]은 불가인전(不可引轉) 즉 인전(引轉)할 수 없게 하는 것이다. 즉, 다른 원인[緣]이 그 승해한 내용을 끌어다 바꿀[引轉] 수 없게 하는 것이다.
《성유식론》 제5권에 따르면, 승해(勝解)는 삿되거나[邪]과 바른[正] 등의 교법[教]과 이치[理]에 대해 증과(證果)의 힘[證力]으로써 소취경(所取境: 인식대상)을 심결(審決: 살펴서 결정함)하고 인지(印持: 확실히 이해한 후 유지함)하는 마음작용이다. 따라서 다른 원인[緣] 또는 조건[緣]이 그 승해한 바를 인전(引轉: 끌어다 바꿈)할 수 없다. 이러한 이유로, 유예경(猶豫境) 즉 결정을 미루는 대상에 대해서는 승해(勝解)의 마음작용이 존재하지 않는다. 또한 비심결심(非審決心) 즉 살펴서 결정하는 상태에 있지 않은 마음에도 승해의 마음작용이 존재하지 않는다.
이러한 이유로 《성유식론》에서는 승해가 변행심소에 속하지 않는다고 말하고 있다. 즉, 설일체유부의 교학에서는 승해가 유식유가행파의 변행심소에 해당하는 대지법에 속한다고 보는데, 그렇지 않다고 본다.

#### (8) 염(念)
염(念, 관, 정념, 4념처, 끊임없는 수동적 관찰,
명기(明記)와 불망(不忘), 주의집중, 불산란,
산스크리트어: smṛti,
팔리어: sati,
영어: mindfulness,
awareness,
inspection,
recollection,
retention,
memory)은 심명기(心明記)와 심불망(心不忘)을 본질적 성질[性]로 하는 마음작용이다. 즉, 마음으로 하여금 증습경(曾習境) 즉 예전에 익힌 대상을 분명히 기억하고[明記] 잊지 않게[不忘] 하는 것을 본질적 성질[性]로 하는 마음작용이다.
염(念)의 본질적 작용[業]은 별경심소에 속한 정(定)의 마음작용의 소의 즉 발동근거가 되는 것이다. 이것은 증소수경(曾所受境) 즉 예전에 받아들인 대상을 '반복적으로 생각하고 지녀서[數憶持]'  잊어버리지 않게 함[不忘失]으로써 정(定)의 마음작용을 인기[引]하기 때문이다.
그리고 《성유식론》 제5권에 따르면, 증미수경(曾未受境) 즉 예전에 받아들이지 않은 대상들 그 자체[體]와 그것의 부류[類]에 대해서는 염(念)의 마음작용은 전혀 일어나지 않는다. 또한 증소수(曾所受) 즉 예전에 받아들인 것이라 할지라도 분명히 기억할 수 없는 것에 대해서도 염(念)의 마음작용은 생겨나지 않는다.
이러한 이유로 《성유식론》에서는 염(念)이 변행심소에 속하지 않는다고 말하고 있다. 즉, 설일체유부의 교학에서는 염(念)이 유식유가행파의 변행심소에 해당하는 대지법에 속한다고 보는데, 그렇지 않다고 본다.

#### (9) 정(定)
정(定, 심일경, 대상과 하나됨, 전일(專一), 선정과 삼매,
산스크리트어: samādhi,
팔리어: samādhi,
산스크리트어: ekāgratā,
팔리어: ekaggatā,
영어: concentration,
one-pointedness,
unification,
unification of mind)은 심전주(心專注)와 심불산(心不散)을 본질적 성질[性]로 하는 마음작용이다. 즉, 마음으로 하여금 소관경(所觀境) 즉 관찰되는 대상에 대해  그 자신을 기울여 집중해서[專注] 산란되지 않게[不散] 하는 것을 본질적 성질[性]로 하는 마음작용이다.
정(定)의 본질적 작용[業]은 별경심소에 속한 혜(慧)의 마음작용의 일종인 지(智)의 소의 즉 발동근거가 되는 것이다. 이것은 덕(德)과 과실[失] 그리고 덕도 과실도 아닌 대상을 관찰할 때 정(定)의 마음작용이 '마음으로 하여금 그 대상에로 기울여 집중하게 하고[心專注] 산란되지 않게 함[心不散]'으로써 이를 발동근거로 하여 문득 결택지(決擇智) 즉 결택(決擇)의 지혜[智]가 생겨나기 때문이다.
《성유식론》 제5권에 따르면, 심전주(心專注) 즉 마음을 기울여 집중하게 하는 것은 소욕주(所欲住) 즉 머물고자 하는 곳에 능히 머무는 것[能住]을 말하며, 오직 하나의 대상[一境]에만 머문다는 뜻은 아니다. 만약 오직 하나의 대상[一境]에만 머무는 것을 정(定) 즉 등지(等持) 즉 삼마지라고 한다면, 견도(見道)에서 여러 진리[諦]를 관찰해 갈 때 앞뒤의 대상이 다르기 때문에, 즉 견도의 16심(十六心)에서 앞뒤의 대상이 다르기 때문에 정(定) 즉 등지(等持) 즉 삼마지가 없어야 한다. 그렇기 때문에 심전주(心專注)는 능주(能住) 즉 능히 머무는 것을 말하는 것이지, 오직 하나의 대상[一境]에만 머무는 것을 말하는 것이 아니다.

#### (10) 혜(慧)
혜(慧, 반야, 택법, 간택, 식별, 지혜, 의심을 끊음,
산스크리트어: prajñā,
팔리어: paññā,
영어: wisdom, discrimination, discernment)는 마음으로 하여금 소관경(所觀境) 즉 관찰되는 대상에 대해 간택(簡擇)하게 하는 것을 본질적 성질[性]로 하는 마음작용이다.
혜(慧)의 본질적 작용[業]은 의심[疑]을 끊는 것이다. 이것은 덕(德)과 과실[失] 그리고 덕도 과실도 아닌 대상을 관찰할 때 혜(慧)의 마음작용이 추구(推求)하여 결정(決定)을 득하기 때문이다.
그리고 《성유식론》 제5권에 따르면, 비관경(非觀境) 즉 관찰되고 있지 않은 대상들에 대해서는 간택(簡擇)이 일어나지 않으며 또한 우매한 마음[愚昧心]에도 간택(簡擇)이 일어나지 않는다.
이러한 이유로 《성유식론》에서는 혜(慧)가 변행심소에 속하지 않는다고 말하고 있다. 즉, 설일체유부의 교학에서는 혜(慧)가 유식유가행파의 변행심소에 해당하는 대지법에 속한다고 보는데, 그렇지 않다고 본다.

### 선심소(善心所: 11가지)
선심소(善心所)는 그 성질이 오로지 선(善)인 마음작용들로서, 선심(善心) 즉 선한 마음과 함께 일어나는[俱] 마음작용을 말한다. 《성유식론》 제6권에 따르면, 선심소로는 신(信) · 참(慚) · 괴(愧) · 무탐(無貪) · 무진(無瞋) · 무치(無癡) · 근(勤, 정진) · 안(安, 경안) · 불방일(不放逸) · 행사(行捨) · 불해(不害)의 11가지가 있다.

#### (11) 신(信)
신(信, 믿음, 인가, 청정, 희망,
산스크리트어: śraddhā,
팔리어: saddhā,
영어: faith)은 실(實) · 덕(德) · 능(能)에 대한 심인(深忍)과 낙욕(樂欲)과, 이에 따른 심정(心淨)을 본질적 성질[性]로 하는 마음작용이다. 즉, 참으로 존재함[實有]과 덕이 있음[有德]과 공능이 있음[有能]을 깊이 인정하고[深忍] 즐거이 하고자 하게[樂欲] 하는 마음작용으로, 이에 따라 마음을 청정하게 하는 것[心淨]을 본질적 성질[性]로 하는 마음작용이다.
신(信)의 본질적 작용[業]은 대수번뇌심소에 속한 불신(不信)의 마음작용을 대치(對治)하고  선(善)을 좋아하게 하는 것이다.
실(實) · 덕(德) · 능(能)에서
실(實)은 실유(實有) 즉 참으로 존재함을 뜻하며, 신실유(信實有) 즉 실유를 믿는다는 것은 것은 일체법의 실제로 존재하는 참다운 사리(事理)를 깊이 믿고 인정하는 것[於諸法實事理中深信忍]을 말한다. 즉, 실유하는 사리(事理)에 깊이 계합하는 것을 말한다.
덕(德)은 유덕(有德) 즉 덕이 있음을 뜻하며, 신유덕(信有德) 즉 유덕을 믿는다는 것 즉 덕이 있음을 믿는다는 것은 것은 불 · 법 · 승 3보(三寶)의 참되고 청정한 덕을 깊이 믿고 좋아하는 것[於三寶真淨德中深信樂]을 말한다. 즉, 3보(三寶)의 참되고 청정한 덕에 깊이 계합하는 것을 말한다.
능(能)은 유능(有能) 즉 공능이 있음 · 능력이 있음 또는 힘이 있음을 뜻하며, 신유능(信有能) 즉 유능을 믿는다는 것 즉 공능이 있음을 믿는다는 것은 것은 모든 세간 · 출세간의 선(善)이 능히 증득하고 능히 성취하게 하는 힘 즉 공능을 가지고 있다는 것을 깊이 믿어서 희망을 일으키는 것[一切世出世善深信有力能得能成起希望]을 말한다. 즉, 일체의 세간 · 출세간의 선(善)에 깊이 계합하는 것을 말한다.
신(信) 즉 믿음에는 신실유(信實有) · 신유덕(信有德) · 신유능(信有能)의 3가지 측면이 있기 때문에, 신(信) 즉 믿음의 마음작용은 불신(不信)을  대치(對治)하며 세간과 출세간의 선(善)을 닦고 증득함을 좋아하고 즐기게[愛樂] 한다.
위에 정의된 바와 같이, 신(信)은 실(實) · 덕(德) · 능(能)에 대한 심인(深忍)과 낙욕(樂欲)과, 이에 따른 심정(心淨)을 본질적 성질[性]로 하는 마음작용인데, 《성유식론》 제6권에 따르면, 인(忍) 즉 인정하는 것은 승해(勝解)와 신(信)의 공통된 성질이자 신(信)의 원인이며, 낙욕(樂欲)은 욕(欲)과 신(信)의 공통된 성질이자 신(信)의 결과이다. 신(信)과 인(忍) · 욕(欲)과의 차이점은 심정(心淨) 즉 마음(8식, 즉 심왕, 즉 심법)을 청정하게 하는 것에 있다.
또한, 참(慚)의 마음작용은 선(善)이기는 하지만 정(淨) 즉 청정과 '마음을 청정하게 함'을 본질적 성질로 하지는 않는다. 선심소 가운데 오직 신(信)만이 그 본질적 성질이 청정[澄清]이며 또한 '능히 마음을 청정하게 함[能淨心]'이다. 이것은 마치 수청주(水淸珠) 즉 물을 맑히는 구슬이 능히 탁한 물을 맑게 하는 것과 같다. 또한, 실제로는 신(信)이 마음뿐만 아니라 다른 마음작용들도 청정하게 하는데, 마음이 마음작용 보다는 뛰어나기 때문에 신(信)의 본질적 성질을 심정(心淨) 즉 '마음을 청정하게 함'이라고 이름한다.
한편, 모든 잡염법에는 각자의 본질적 성질이 있는데, 그 가운데 불신(不信)의 마음작용만이 그 본질적 성질이 혼탁(渾濁)이며 또한 '능히 마음과 다른 마음작용을 혼탁하게 함[能渾濁]'이다. 이것은 마치 극예물(極穢物) 즉 극히 더러운 물건이 스스로도 더럽고 다른 것도 더럽히는 것과 같다. 신(信)과 불신(不信)의 마음작용은 그 본질적 성질에 있어서 서로 반대이다.
또한, 신(信)의 본질적 성질이 심정(心淨)이 아니라 애락(愛樂) 즉 '즐기고 좋아함'이라고 주장하는 견해가 있는데, 《성유식론》에 따르면 이렇게 정의할 경우 3가지 측면에서 오류가 있다. 첫째, 신(信)의 마음작용은 선 · 악 · 무기의 3성에 통하게 되는데, 이것은 신(信)이 선심소라는 것에 위배된다. 둘째, 신(信)과 욕(欲)은 아무런 차별이 없게 된다. 셋째, 괴로운 것과 그 원인을 애락(愛樂: 즐기고 좋아함)할 수는 없으므로 4성제 가운데 고제[苦]와 집제[集]는 신(信)의 소연(所緣) 즉 인식대상이 되지 못한다. 따라서, 진리를 믿지 못하는 것이 되므로 신(信)이라는 마음작용의 정의와는 어긋난다.
또한, 신(信)의 본질적 성질이 심정(心淨)이 아니라 수순(隨順) 즉 계합 또는 상응이라고 주장하는 견해가 있는데, 《성유식론》에 따르면 이렇게 정의할 경우 2가지 측면에서 오류가 있다. 첫째, 신(信)의 마음작용은 선 · 악 · 무기의 3성에 통하게 되는데, 이것은 신(信)이 선심소라는 것에 위배된다. 둘째, 신(信)과 승해(勝解) 그리고 신(信)과 욕(欲) 사이에 아무런 차별이 없게 된다. 보다 구체적으로 말하면, 수순(隨順)이 인순(印順) 즉 인정하여 수순함 또는 분명히 지녀서 수순함의 경우일 때, 신(信)과 승해(勝解) 간에는 아무런 차별이 없다. 그리고 수순(隨順)이 낙순(樂順) 즉 즐겨서 수순함 또는 좋아하여 수순함의 경우일 때, 신(信)과 욕(欲) 간에는 아무런 차별이 없다.

#### (12) 참(慚)
참(慚, 부끄러워함, 자신에게 부끄럽게 여김, 숭중현선(崇重賢善),
산스크리트어: hrī,
팔리어: hiri,
영어: self-respect,
conscientiousness,
sense of shame,
dignity,
respect)은 숭중현선(崇重賢善), 즉 자법력(自法力) 즉 자신과 법의 힘에 의지하여 현선(賢善, 산스크리트어: ārya) 즉 성인됨[聖, 산스크리트어: ārya]을 받들고 존중함[崇重]을 본질적 성질[性]로 하는 마음작용이다.
참(慚)의 본질적 작용[業]은 중수번뇌심소에 속한 무참(無慚)의 마음작용을 대치(對治)하고 악행(惡行)을 멈추게 하는 것이다. 이것은 자신과 법을 존중하고 귀하게 여기는 증상력에 의지해서, 현선(賢善)을 받들고 존중하고[崇重賢善] 과악(過惡: 과실과 죄악)을 부끄럽게 여겨서[羞恥過惡], 무참(無慚)을 대치하고 온갖 악행을 멈추게 하기 때문이다.

#### (13) 괴(愧)
괴(愧, 뉘우침, 부끄러워함, 남에게 부끄럽게 여김, 경거포악(輕拒暴惡),
산스크리트어: apatrāpya,
팔리어: ottappa,
영어: decorum,
shame,
consideration,
propriety,
fear)는 경거포악(輕拒暴惡), 즉 세간력(世間力) 즉 세간의 힘에 의지하여 사나움과 악함을 천(賤)하게 여겨 거부하는 것을 본질적 성질[性]로 하는 마음작용이다.
괴(愧)의 본질적 작용[業]은 중수번뇌심소에 속한 무괴(無愧)의 마음작용을 대치(對治)하고 악행(惡行)을 멈추게 하는 것이다. 이것은 세간의 가염(訶厭: 꾸짖고 싫어함)이라는 증상력에 의지해서, 사나움과 악함을 천(賤)하게 여겨 거부하고[輕拒暴惡]  과악(過惡: 과실과 죄악)을 부끄럽게 여겨서[羞恥過惡], 무괴(無愧)를 대치하고 온갖 악행을 멈추게 하기 때문이다.

#### (14) 무탐(無貪)
무탐(無貪, 염착이 없음, 집착하지 않음,
산스크리트어: alobha,
팔리어: alobha,
영어: purity,
non-attachment,
without attachment, absence of desire)은은 무착(無著), 즉 유(有)와 유구(有具) 즉 윤회하는 삶[有]과 그 원인[有具]에 대해 탐착(貪著)하지 않는 것을 본질적 성질[性]로 하는 마음작용이다.
무탐(無貪)의 본질적 작용[業]은 탐착(貪著), 즉 번뇌심소에 속한 탐(貪)의 마음작용을 대치(對治)하여 선(善)을 짓는 것이다.

#### (15) 무진(無瞋)
무진(無瞋, 자애로움, 자(慈), 사랑, 성내지 않음, 노여워하지 않음,
산스크리트어: apratigha,
adveṣa,
팔리어: adosa,
영어: good will,
non-aggression,
non-hatred,
imperturbability,
non-anger,
absence of hatred)은 무에(無恚), 즉 고(苦)와 고구(苦具) 즉 괴로움[苦]과 그 원인[苦具]에 대해 성내지 않는 것을 본질적 성질[性]로 하는 마음작용이다.
무진(無瞋)의 본질적 작용[業]은 진에(瞋恚), 즉 번뇌심소에 속한 진(瞋)의 마음작용을 대치(對治)하여 선(善)을 짓는 것이다.
《성유식론》에 따르면, 선심(善心: 선한 마음)이 일어날 때는 어떤 대상 또는 경계를 만나더라도 유(有)와 유구(有俱)에 대해 탐착하거나 고(苦)와 고구(有俱)에 대해 성내는 일이 없다. 참(慚)과 괴(愧)의 선심소를 각각 선(善)과 악(惡)에 대하여 세운 것처럼, 무탐(無貪)과 무진(無瞋)의 선심소는 각각 유(有) · 유구(有俱)와 고(苦) · 고구(有俱)에 대하여 세운 것으로, 따라서 무탐(無貪)이 반드시 유(有) · 유구(有俱)만을 반연하는 것은 아니며, 마찬가지로, 무진(無瞋)이 고(苦) · 고구(有俱)만을 반연하는 것이 아니다. 즉, 무탐(無貪)과 무진(無瞋)의 두 선심소는 모든 선심(善心: 선한 마음)에 두루한다.

#### (16) 무치(無癡)
무치(無癡, 어리석지 않음, 바른 앎, 결택, 명료하게 이해함,
산스크리트어: amoha,
팔리어: amoha,
영어: wisdom,
non-delusion,
non-bewilderment,
lack of naivety,
lack of stupidity)는 명해(明解), 즉 온갖 이사(理事)에 대한 명료한 이해, 즉 온갖 본질[理]와 현상[事]에 대해 명료하게 이해하는 것을 본질적 성질[性]로 하는 마음작용이다.
무치(無癡)의 본질적 작용[業]은 우치(愚癡), 즉 번뇌심소에 속한 치(癡) 즉 무명(無明)의 마음작용을 대치(對治)하여 선(善)을 짓는 것이다.

#### (17) 근(勤)
근(勤, 마음의 용맹함, 정진, 결단과 인내,
산스크리트어: vīrya, 팔리어: viriya,
영어: diligence,
energy,
perseverance,
enthusiasm,
sustained effort)은 정진(精進)을 말하는데, 용한(勇悍), 즉 선품을 닦고 악품을 끊는 일에 있어서 용맹하고[勇] 억세고 모진[悍] 것을 본질적 성질[性]로 하는 마음작용이다. 용맹한 것[勇] 즉 결심과 결단은 뛰어난 노력[勝進]을 통해 모든 잡염법을 간택하여 버리는 것을 뜻한다. 억세고 모진 것[悍] 즉 인내와 끈기는 순일함[精純]을 통해 청정한 법과 무기성의 법만을 간택하여 취하는 것을 뜻한다.
근(勤)의 본질적 작용[業]은 만선(滿善), 즉 대수번뇌심소에 속한 해태(懈怠)의 마음작용을 대치(對治)하여 선(善)을 원만하게 이루는 것이다.
《성유식론》에 따르면, 근(勤) 즉 정진(精進)에는 피갑(被甲: 맹렬함을 일으킴) · 가행(加行: 노력을 더함) · 무하(無下: 낮추지 않음) · 무퇴(無退: 물러나지 않음) · 무족(無足: 만족하지 않음)의 5단계가 있는데, 각각 경전에서 설하는 유세(有勢: 세력이 있음) · 유근(有勤: 정진함) · 유용(有勇: 용감함) · 견맹(堅猛: 견고하고 용맹함) · 불사선액(不捨善軛: 선의 멍에를 버리지 않음)에 해당한다.

#### (18) 안(安)
안(安, 조화롭고 가뿐함, 고르고 상쾌함, 평안,
산스크리트어: praśrabdhi,
팔리어: passaddhi,
영어: pliancy,
alertness,
flexibility,
aptitude)은 감임(堪任), 즉 추중(麤重)을 멀리 여의고 몸과 마음을 고르고 화창하게 해서 '능히 감당하는 것[堪任]' 즉 자재(自在)하는 것을 본질적 성질[性]로 하는 마음작용이다.
안(安)의 본질적 작용[業]은 전의(轉依)를 일으키는 것, 즉 대수번뇌심소에 속한 혼침(惛沈)의 마음작용을 대치(對治)하여 '소의신을 변형시키는 것[轉依]'이다.
《성유식론》에 따르면, 안(安)의 마음작용은 선정을 장애하는 법을 조복시키고 제거함으로써 소의지(所依止) 즉 소의신(신체)이 바뀌어 평안하고 적절한 상태가 되기 때문에, 안(安)의 본질적 작용[業]은 '소의신을 변형시키 것[轉依]'이라고 말한다.
한편, 안(安)의 마음작용은 욕계의 산심위(散心位)에서는 일어나지 않고, 색계 · 무색계의 정위(定位)에서만 생기(生起)한다.
11가지 선심소 중에서, 오직 안(安)의 마음작용만이 선정의 상태의 제6식과 함께하며, 나머지 10가지 마음작용은 모든 '착한 제6식'(즉, 선한 제6식)과 두루 함께한다. 11가지 선심소는 제7식과 제8식에서는 그 지위 즉 3계 9지에 따라 있기도 하고 없기도 한다. 전5식은 제6식과 같다. 즉, 오직 안(安)의 마음작용만이 선정의 상태의 전5식과 함께하며, 나머지 10가지 마음작용은 모든 '착한 전5식'(즉, 선한 전5식)과 두루 함께한다.

#### (19) 불방일(不放逸)
불방일(不放逸, 성실, 선법을 닦음, 마음을 방호함,
산스크리트어: apramāda,
팔리어: appamada,
영어: carefulness,
concern,
conscientiousness,
conscious awareness,
diligence)은 방수(防修: 방지하고 닦음), 즉 정진(精進)과 무탐 · 무진 · 무치의 3선근[三根]의 마음작용들로 하여금 단멸하고 닦아야[斷修] 할 것들에 대해 '방지하고 닦게 하는 것[防修]'을 본질적 성질[性]로 하는 마음작용이다.
불방일(不放逸)의 본질적 작용[業]은 대수번뇌심소에 속한 방일(放逸)의 마음작용을 대치(對治)하여 일체의 세간의 선[世間善]과 출세간의 선[出世間善]의 일[事]들을 원만히 완성시키는 것이다.
11가지 선심소 중에서, 불방일(不放逸) · 행사(行捨) · 불해(不害)의 3가지는 가유이고 나머지는 실유이다.

#### (20) 행사(行捨)
행사(行捨, 내려놓음, 버림, 평등 · 정직 · 무공용,
고요, 평정, 평정심, 평온, 균형, 평형,
산스크리트어: upeksā,
팔리어: upekkhā,
upekhā,
영어: serenity,
equilibrium,
equanimity,
stability,
composure,
indifference)는 심평등주(心平等住) · 심정직주(心正直住) · 심무공용주(心無功用住), 즉 정진(精進)과 무탐 · 무진 · 무치의 3선근[三根]의 마음작용들로 하여금 마음[心, 심왕]이 평등(平等) · 정직(正直) · 무공용(無功用)의 상태 또는 경지에 머물게[住] 하는 것을 본질적 성질[性]로 하는 마음작용이다.
행사(行捨)의 본질적 작용[業]은 대수번뇌심소에 속한 도거(掉舉)의 마음작용을 대치(對治)하여 '고요함의 상태에 머물게[靜住]' 하는 것이다.
11가지 선심소 중에서, 불방일(不放逸) · 행사(行捨) · 불해(不害)의 3가지는 가유이고 나머지는 실유이다.

#### (21) 불해(不害)
불해(不害, 아힘사, 해치지 않음, 비(悲), 불손뇌(不損惱), 연민, 비폭력,
산스크리트어: ahiṃsā,
팔리어: avihiṃsā,
영어: no harm,
non-violence)는 모든 유정에 대해서 손뇌(損惱: 손해와 괴로움)를 주지 않으려는 무진(無瞋)의 마음작용을 본질적 성질[性]로 하는 마음작용이다.
불해(不害)의 본질적 작용[業]은 소수번뇌심소에 속한 해(害)의 마음작용을 대치(對治)하고 비민(悲愍) 즉 연민히 여겨 고통을 없애주고자 하는 것이다.
불해(不害)는 유정에 대해서 손해나 괴로움을 주지 않으려는 형태의 무진(無瞋)이며, 따라서 불해(不害)는 무진(無瞋)의 특수한 경우[一分]이다. 자비(慈悲)에서 자(慈)는 무진에 해당하고 비(悲)는 불해에 해당한다.
11가지 선심소 중에서, 불방일(不放逸) · 행사(行捨) · 불해(不害)의 3가지는 가유이고 나머지는 실유이다.

#### 기타 선심소

##### 흔(欣)
흔(欣)은 기뻐함[欣]의 마음작용으로,  욕(欲)의 마음작용과 함께하는 무진(無瞋)의 마음작용을 본질적 성질[性]로 하는 마음작용이다. 즉, 흔(欣)은 무진(無瞋)의 특수한 경우[一分]이다.

##### 염(厭)
염(厭)은 싫어함[厭]의 마음작용으로, 혜(慧)의 마음작용과 함께하는 무탐(無貪)의 마음작용을 본질적 성질[性]로 하는 마음작용이다. 즉, 염(厭)은 무탐(無貪)의 특수한 경우[一分]이다.

##### 불분(不忿)
불분(不忿)은 분노하지 않음[不忿]의 마음작용으로,  무진(無瞋)의 마음작용을 본질적 성질[性]로 하는 마음작용이다. 즉, 불분(不忿)은 무진(無瞋)의 특수한 경우[一分]이다.

##### 불한(不恨)
불한(不恨)은 원한을 품지 않음[不恨]의 마음작용으로,  무진(無瞋)의 마음작용을 본질적 성질[性]로 하는 마음작용이다. 즉, 불한(不恨)은 무진(無瞋)의 특수한 경우[一分]이다.

##### 불뇌(不惱)
불뇌(不惱)는 괴롭히지 않음[不惱]의 마음작용으로,  무진(無瞋)의 마음작용을 본질적 성질[性]로 하는 마음작용이다. 즉, 불뇌(不惱)는 무진(無瞋)의 특수한 경우[一分]이다.

##### 부질(不嫉)
부질(不嫉)은 질투하지 않음[不嫉]의 마음작용으로,  무진(無瞋)의 마음작용을 본질적 성질[性]로 하는 마음작용이다. 즉, 부질(不嫉)은 무진(無瞋)의 특수한 경우[一分]이다.

##### 불간(不慳)
불간(不慳)은 인색하지 않음[不慳]의 마음작용으로, 무탐(無貪)의 마음작용을 본질적 성질[性]로 하는 마음작용이다. 즉, 불간(不慳)은 무탐(無貪)의 특수한 경우[一分]이다.

##### 불교(不憍)
불교(不憍)는 교만하지 않음[不憍]의 마음작용으로, 무탐(無貪)의 마음작용을 본질적 성질[性]로 하는 마음작용이다. 즉, 불교(不憍)는 무탐(無貪)의 특수한 경우[一分]이다.

##### 불부(不覆)
불부(不覆)는 덮어두지 않음[不覆]의 마음작용으로, 무탐(無貪) · 무치(無癡)의 마음작용을 본질적 성질[性]로 하는 마음작용이다. 즉, 불부(不覆)는 무탐(無貪) · 무치(無癡)의 특수한 경우[一分]이다.
호법의 견해와는 달리, 불부(不覆)가 오직 무치(無癡)의 특수한 경우[一分]라고 보는 견해가 있다.

##### 불광(不誑)
불광(不誑)은 거짓으로 꾸미지 않음[不誑]의 마음작용으로, 무탐(無貪) · 무치(無癡)의 마음작용을 본질적 성질[性]로 하는 마음작용이다. 즉, 불광(不誑)은 무탐(無貪) · 무치(無癡)의 특수한 경우[一分]이다.

##### 불첨(不諂)
불첨(不諂)은 아첨하지 않음[不諂]의 마음작용으로, 무탐(無貪) · 무치(無癡)의 마음작용을 본질적 성질[性]로 하는 마음작용이다. 즉, 불첨(不諂)은 무탐(無貪) · 무치(無癡)의 특수한 경우[一分]이다.

##### 불만(不慢)
불만(不慢)은 거만하지 않음[不慢]의 마음작용으로, 현선(賢善)을 받들고 존중할 때는 현선에 대해 거만하지 않기 때문에 참(慚)의 마음작용을 본질적 성질[性]로 하는 마음작용이다. 즉, 불만(不慢)은 참(慚)의 특수한 경우[一分]이다.
호법의 견해와는 달리, 현선(賢善)을 믿을 때는 현선을 얕보지 않으므로 불만(不慢)이 신(信)의 특수한 경우[一分]라는 견해가 있다.
또한, 마음이 평등한 자는 자신을 높이는 등 거만하지 않으므로 불만(不慢)이 행사(行捨)의 특수한 경우[一分]라는 견해가 있다.

##### 불의(不疑)
불의(不疑)는 의심하지 않음[不疑]의 마음작용으로, 정견(正見: 바른 견해)에는 유예(猶豫)함이 없기 때문에 정혜(正慧: 바른 지혜)의 마음작용을 본질적 성질[性]로 하는 마음작용이다. 즉, 불의(不疑)는 혜(慧)의 특수한 경우[一分]이다.
호법의 견해와는 달리, 믿는 바에 대해서는 유예(猶豫)함이 없기 때문에 불의(不疑)가 신(信)의 특수한 경우[一分]라는 견해가 있다.
또한, 결정(決定)된 것에 대해서는 유예(猶豫)함이 없기 때문에 불의(不疑)가 정승해(正勝解: 바른 승해)의 특수한 경우[一分]라는 견해가 있다.

##### 불산란(不散亂)
불산란(不散亂)은 산란하지 않음[不散亂]의 마음작용으로, 정정(正定: 바른 선정)의 마음작용을 본질적 성질[性]로 하는 마음작용이다. 즉, 불산란(不散亂)은 정(定)의 특수한 경우[一分]이다.

##### 정견(正見)
정견(正見)은 바른 견해[正見]의 마음작용으로, 선혜(善慧: 바른 지혜, 착한 지혜)의 마음작용을 본질적 성질[性]로 하는 마음작용이다. 즉, 정견(正見)은 혜(慧)의 특수한 경우[一分]이다.

##### 정지(正知)
정지(正知)는 바른 앎[正知]의 마음작용으로, 선혜(善慧: 바른 지혜, 착한 지혜)의 마음작용을 본질적 성질[性]로 하는 마음작용이다. 즉, 정지(正知)는 혜(慧)의 특수한 경우[一分]이다.

##### 불망념(不忘念)·불실념(不失念)
불망념(不忘念) 또는 불실념(不失念)은 잊어버리지 않음[不忘念]의 마음작용으로, 곧 정념(正念: 바른 기억)의  마음작용과 동일하다. 즉, 불망념(不忘念) 또는 불실념(不失念)은 염(念)의 특수한 경우[一分]이다.

##### 회(悔) · 면(眠) · 심(尋) · 사(伺)
회(悔) · 면(眠) · 심(尋) · 사(伺)는 선한 마음작용도, 악한 마음작용도, 선하지도 악하지도 않은 마음작용도 될 수 있는 마음작용으로, 선하게 작용할 때는 선심소에 속하게 된다.

### 번뇌심소(煩惱心所: 6가지)
번뇌심소(煩惱心所)는 그 성질이 근본번뇌에 속하는 마음작용들을 말한다. 《성유식론》 제6권에 따르면, 번뇌심소로는 탐(貪) · 진(瞋) · 치(癡) · 만(慢) · 의(疑) · 악견(惡見)의 6가지가 있다.

#### (22) 탐(貪)
탐(貪, 3계의 애(愛), 미착, 탐착,
산스크리트어: rāga,
팔리어: rāga,
영어: lust,
attachment,
craving)은 염착(染著), 즉 유(有)와 유구(有具) 즉 윤회하는 삶[有]과 그 원인[有具]에 대한 오염된 집착[染著]을 본질적 성질[性]로 하는 마음작용이다.
탐(貪)의 본질적 작용[業]은 선심소에 속한 무탐(無貪)의 마음작용을 장애[障]하여 고통을 일으키는 것[生苦]이다. 즉, 탐(貪) 즉 애(愛: 12연기 중 제8지)로 말미암아 취온(取蘊: 번뇌의 집합, 번뇌 무더기)이 생겨난다.

#### (23) 진(瞋)
진(瞋, 미워함, 성냄, 노여워함, 상처입히고 해치는 것을 좋아함,
산스크리트어: pratigha,
dvesa,
팔리어: paṭigha,
영어: ill will,
anger,
repugnance,
hatred)은 증에(憎恚), 즉 고(苦)와 고구(苦具) 즉 고통[苦]과 그 원인[苦俱]에 대해 미워하고 성내는 것[憎恚]을 본질적 성질[性]로 하는 마음작용이다.
진(瞋)의 본질적 작용[業]은 선심소에 속한 무진(無瞋)의 마음작용을 장애[障]하여 불안온(不安隱)과 악행(惡行)의 발동근거[所依]가 되는 것이다. 즉, 진(瞋)은 반드시 몸과 마음을 열뇌(熱惱: 매우 괴롭게 함)시켜 갖가지 악업을 짓게 하는 불선(不善)의 성질을 띤 마음작용이다.

#### (24) 치(癡)
치(癡, 어리석음, 우치, 무지(無知), 무지(無智), 무현(無顯),
산스크리트어: moha,
mūdha,
avidyā,
팔리어: avijjā,
영어: ignorance,
delusion,
error)는 미암(迷闇), 즉 갖가지 이사(理事) 즉 갖가지 본질[理]과 현상[事]에 대해 미혹하고 어두운 것[迷闇]을 본질적 성질[性]로 하는 마음작용이다.
치(癡)의 본질적 작용[業]은 선심소에 속한 무치(無癡)의 마음작용을 장애[障]하여 모든 잡염(雜染)의 발동근거[所依]가 되는 것이다. 즉, 치(癡) 즉 무명(無明: 12연기 중 제1지)으로 말미암아 의(疑) · 사견(邪見) · 탐(貪) 등의 근본번뇌의 업과 이들 근본번뇌 업을 발동근거로 하는 수번뇌의 업이 일어나고, 이들 근본번뇌 · 수번뇌 업들은 능히 다음 생[後生]의 잡염법(雜染法: 번뇌에 오염된 법, 번뇌에 물든 존재)을 초래한다.

#### (25) 만(慢)
만(慢, 거만, 자만, 오만, 고거심,
산스크리트어: māna,
팔리어: māna,
영어: pride,
arrogance,
conceit)은 고거(高舉), 즉 자신을 믿어[恃己] 남에 대해 자신을 높이는 것[高舉]을 본질적 성질[性]로 하는 마음작용이다.
만(慢)의 본질적 작용[業]은 선심소에 속한 불만(不慢)의 마음작용을 장애[障]하여 고통을 일으키는 것[生苦]이다.
만(慢)을 가진 사람은 덕(德)과 유덕자[有德]에 대해서 마음이 겸손하지 않다. 그리고 이로 말미암아 [유덕자로부터 덕을 배우지 못하게 되므로 번뇌를 끊을 원인인 덕을 가지지 못하게 되고 따라서] 생사윤회가 끝이 없고 갖가지 고통을 받게 된다.

##### (25.1) 7만(七慢)
만(慢)은 7만(七慢: 일곱 가지 거만) 또는 9만(九慢: 아홉 가지 거만)으로 나뉘는데, 7만은 다음과 같다.
1. 만(慢, 산스크리트어: māna, 영어: arrogance): 자기보다 못한 사람에 대해서 우월감을 갖고 잘난 척하는 것
2. 과만(過慢, 산스크리트어: ati-māna, 영어: exaggerated arrogance): 자신과 동등한 자격의 사람에 대하여 자신을 높이는 것
3. 만과만(慢過慢, 산스크리트어: mānāti-māna, 영어: outrageous arrogance): 자기보다 나은 사람을 인정하지 않고 자신을 높이는 것
4. 아만(我慢, 산스크리트어: ātma-māna, 영어: egotistic arrogance):  5취온을 나 · 나의 것으로 집착하여 거만하며 자기 능력을 믿고 남을 업신여기는 것
5. 증상만(增上慢, 산스크리트어: adhi-māna, 영어: false arrogance, anticipatory arrogance, arrogance of showing off): 자신을 가치 이상으로 보는 것
6. 비만(卑慢, 산스크리트어: ūna-māna, 영어: modest arrogance, arrogance of thinking small): 겸손하면서도 자만심을 갖는 것
7. 사만(邪慢, 산스크리트어: mithyā-māna, 영어: distorted arrogance, perverted arrogance): 덕이 부족한 사람이 자신을 덕 높은 사람으로 착각하고 3보를 경시하는 것

##### (25.2) 9만(九慢)
만(慢)은 7만(七慢: 일곱 가지 거만) 또는 9만(九慢: 아홉 가지 거만)으로 나뉘는데, 9만은 다음과 같다.
1. 아만(我慢)
2. 아등(我等)
3. 아열(我劣)
4. 유승아(有勝我)
5. 유등아(有等我)
6. 유열아(有劣我)
7. 무승아(無勝我)
8. 무등아(無等我)
9. 무열아(無劣我)

#### (26) 의(疑)
의(疑, 의심, 망설임, 주저함, 미룸, 진리에 대한 유예,
산스크리트어: vicikitsa,
vicikitsā,
팔리어: vicikicchā,
영어: doubt,
indecision,
skepticism,
indecisive wavering)는 유예(猶豫), 즉 갖가지 진리[諦]와 이치[理]에 대해서 결정을 미루는 것[猶豫]을 본질적 성질[性]로 하는 마음작용이다.
의(疑)의 본질적 작용[業]은 선심소에 속한 불의(不疑)의 마음작용을 장애[障]하는 것이다. 그럼으로써 결정을 미루게[猶豫] 되고, 결정을 미루는 곳에서는 선(善)이 생겨나지 않게 된다. 결과적으로, 의(疑)는 선(善)이 생겨나지 않게 하는 작용을 한다.

#### (27) 악견(惡見)
악견(惡見, 그릇된 견해,
산스크리트어: dṛṣṭi,
mithyā-dṛṣṭi,
영어: wrong view)은 전도추구탁(顛倒推求度), 즉 갖가지 진리[諦]와 이치[理]에 대해 뒤바뀌게 추측하고 헤아리는[顛倒推求度] 오염된 지혜[染慧]를 본질적 성질[性]로 하는 마음작용이다. 즉, 악견(惡見)은 실유(實有)가 아니라 세속유(世俗有) 즉 가유(假有)이며, 혜(慧)의 특수한 경우[一分]이다.
악견(惡見)의 본질적 작용[業]은  선견(善見) 즉 바른 견해를 장애[障]하여 고통을 초래하는 것[招苦]이다. 악견은 많은 경우 고통[苦]을 받게 되는 원인이 된다.
악견(惡見)은 그 행상(行相)에 따라  살가야견(薩迦耶見: 유신견) · 변집견(邊執見) · 사견(邪見) · 견취(見取) · 계금취(戒禁取)의 5견으로 세분된다.

##### (27.1) 살가야견(薩迦耶見)
살가야견(薩迦耶見, 유신견,
산스크리트어: satkāya-drsti,
팔리어: sakkāya-ditth,
영어: view of individuality,
self view,
identity view)은 5취온에 대해서 나[我] 또는 내 것[我所]이라고 집착하는 것을 본질적 성질[性]로 하는 마음작용이다.
살가야견(薩迦耶見)의 본질적 작용[業]은 모든 견해[見趣], 즉 모든 악견의 발동근거[所依]가 되는 것이다.
살가야견(薩迦耶見)을 세분하면 20구(二十句) 혹은 65구(六十五句) 등이 있다. 즉 20살가야견 또는 65살가야견 등이 있다.
20살가야견 또는 65살가야견 등은 구생기(俱生起)와 분별기(分別起) 중 분별기에 속한다.

##### (27.2) 변집견(邊執見)
변집견(邊執見, 극단적인 견해, 단견과 상견,
산스크리트어: anta-grāha-drsti,
팔리어: anta-ggāhikā,
영어: extreme views,
extreme view)은 살가야견의 대상에 대하여 단멸[斷]한다거나 혹은 상주[常]한다고 집착하는 것을 본질적 성질[性]로 하는 마음작용이다. 즉 단견(斷見) 혹은 상견(常見)을 본질적 성질로 하는 마음작용이다.
변집견(邊執見)의 본질적 작용[業]은 처중행출리(處中行出離), 즉, 처중행에 의한 출리, 즉, 중도에 처함에 의한 출리, 즉, 단견과 상견의 양극단을 벗어난 중도 연기의 반야에 의한 출리, 즉 도제에 의해 증득되는 멸제를 장애[障]하는 것이다.
변집견(邊執見)을 세분하면, 외도의 62견(六十二見) 가운데 47견이 변집견에 해당한다. 47견 가운데 40견은 상견에 해당하고 7견은 단견에 해당한다. 상견에 속한 40견은 다음과 같이 구분된다.
- 4변상론(四遍常論)
- 4일분상론(四一分常論)
- 유상16론(有想十六論)
- 무상8론(無想八論)
- 구비8론(俱非八論)

위의 47 변집견(邊執見)은 구생기(俱生起)와 분별기(分別起) 중 분별기에 속한다.

##### (27.3) 사견(邪見)
사견(邪見, 그릇된 견해, 진리에 어긋난 견해, 인과를 부정하는 견해,
산스크리트어: mithyā-drsti,
팔리어: sassata-ditthi,
영어: false view,
evil view)은 원인[因] · 결과[果] · 작용(作用) · 실제로 존재하는 것[實事]을 부정[謗]하는 견해와  살가야견 · 변집견 · 사견 · 견취견 · 계금취견의 5견 중 나머지 4견을 제외한 모든 삿된 집착을 말한다.
사견(邪見)에는 다음과 같은 세부 유형들이  있다.
- 과거[前際]를 집착하는 두 가지 무인론(無因論)
- 네 가지 유변등론(有邊等論)
- 불사의 교란[不死矯亂]
- 미래[後際]를 계탁하는 5현열반(五現涅槃)[169]
- 고제(苦諦)에 대한 삿된 견해: 예를 들어, 자재천[自在]ㆍ대자재천[世主]ㆍ제석천[釋]ㆍ범천왕[梵] 또는 다른 사물[物類] 등이 영원하여 변화가 없다고 생각하는 견해
- 집제(集諦)에 대한 삿된 견해: 예를 들어, 자재천 등이 모든 사물의 원인이라고 생각하는 견해
- 멸제(滅諦)에 대한 삿된 견해: 여러 삿된 해탈[邪解脫]을 진실한 해탈이라고 생각하는 견해
- 도제(道諦)에 대한 삿된 견해: 도(道)가 아닌 것을 집착해서 도(道)라고 생각하는 견해

##### (27.4) 견취(見取)
견취(見取, 염오견에 대한 집착,
산스크리트어: drstiparāmarśa,
영어: adherence to views,
view of attachment to views)는 갖가지 그릇된 견해[見]와 소의온(所依蘊: 의지처 즉 발동근거로서의 5온)에 대해 집착하여 해당 견해나 온을 가장 뛰어난 것[最勝]이라고 여기거나 청정(清淨)을 득할 수 있게 하는 것이라고 여기는 것을 본질적 성질[性]로 하는 마음작용이다.
견취(見取)의 본질적 작용[業]은 모든 투쟁(鬥諍: 다툼)의 발동근거[所依]가 되는 것이다.

##### (27.5) 계금취(戒禁取)
계금취(戒禁取, 그릇된 계금에 대한 집착,
산스크리트어: śīla-vrata-parāmarśa,
영어: adherence to observances and rituals,
view of rigid attachment to the precepts)는 갖가지 그릇된 견해[見]에 수순하는 계금(戒禁: 계법)과  소의온(所依蘊: 의지처 즉 발동근거로서의 5온)에 대해 집착하여 해당 계금이나 온을 가장 뛰어난 것[最勝]이라고 여기거나 청정(清淨)을 득할 수 있게 하는 것이라고 여기는 것을 본질적 성질[性]로 하는 마음작용이다.
계금취(戒禁取)의 본질적 작용[業]은 아무런 이익도 없는 헛된 노력에 수고로이 힘쓰게 하는 것의 발동근거[所依]가 되는 것이다.

## 같이 보기
- 성유식론
- 마음작용
  - 부파불교의 설일체유부
    - 마음작용 (아비달마품류족론)
    - 마음작용 (아비달마구사론)
    - 마음작용 (아비달마순정리론)
    - 마음작용 (아비달마장현종론)

  - 대승불교의 유식유가행파
    - 마음작용 (유가사지론)
    - 마음작용 (현양성교론)
    - 마음작용 (대승아비달마집론·잡집론)
    - 마음작용 (대승오온론·광오온론)
    - 마음작용 (대승백법명문론·해)
    - 마음작용 (성유식론)
- 심불상응행법 (성유식론)

## 참고 문헌
- 이 문서에는 다음커뮤니케이션(현 카카오)에서 GFDL 또는 CC-SA 라이선스로 배포한 글로벌 세계대백과사전의 내용을 기초로 작성된 글이 포함되어 있습니다.
- 곽철환 (2003). 《시공 불교사전》. 시공사 / 네이버 지식백과. |title=에 외부 링크가 있음 (도움말)
- 무착 지음, 현장 한역, 이한정 번역 (K.572, T.1605). 《대승아비달마집론》. 한글대장경 검색시스템 - 전자불전연구소 / 동국역경원. K.572(16-157), T.1605(31-663). |title=에 외부 링크가 있음 (도움말)
- 안혜 지음, 현장 한역, 이한정 번역 (K.576, T.1605). 《대승아비달마잡집론》. 한글대장경 검색시스템 - 전자불전연구소 / 동국역경원. K.576(16-228), T.1606(31-694). |title=에 외부 링크가 있음 (도움말)
- 운허.  동국역경원 편집, 편집. 《불교 사전》. |title=에 외부 링크가 있음 (도움말)
- 중현 지음, 현장 한역, 권오민 번역 (K.956, T.1562). 《아비달마순정리론》. 한글대장경 검색시스템 - 전자불전연구소 / 동국역경원. K.956(27-680), T.1562(29-329). |title=에 외부 링크가 있음 (도움말)
- 호법 등 지음, 현장 한역, 김묘주 번역 (K.614, T.1585). 《성유식론》. 한글대장경 검색시스템 - 전자불전연구소 / 동국역경원. K.614(17-510), T.1585(31-1). |title=에 외부 링크가 있음 (도움말)
- 황욱 (1999). 《무착[Asaṅga]의 유식학설 연구》. 동국대학원 불교학과 박사학위논문.
- (중국어) 무착 조, 현장 한역 (T.1605). 《대승아비달마집론(大乘阿毘達磨集論)》. 대정신수대장경. T31, No. 1605, CBETA. |title=에 외부 링크가 있음 (도움말)
- (중국어) 星雲. 《佛光大辭典(불광대사전)》 3판. |title=에 외부 링크가 있음 (도움말)
- (중국어) 안혜 조, 현장 한역 (T.1606). 《대승아비달마잡집론(大乘阿毘達磨雜集論)》. 대정신수대장경. T31, No. 1606, CBETA. |title=에 외부 링크가 있음 (도움말)
- (중국어) 중현 조, 현장 한역 (T.1562). 《아비달마순정리론(阿毘達磨順正理論)》. 대정신수대장경. T29, No. 1562, CBETA. |title=에 외부 링크가 있음 (도움말)
- (중국어) 호법 등 지음, 현장 한역 (T.1585). 《성유식론(成唯識論)》. 대정신수대장경. T31, No. 1585, CBETA. |title=에 외부 링크가 있음 (도움말)